# Borkhausen

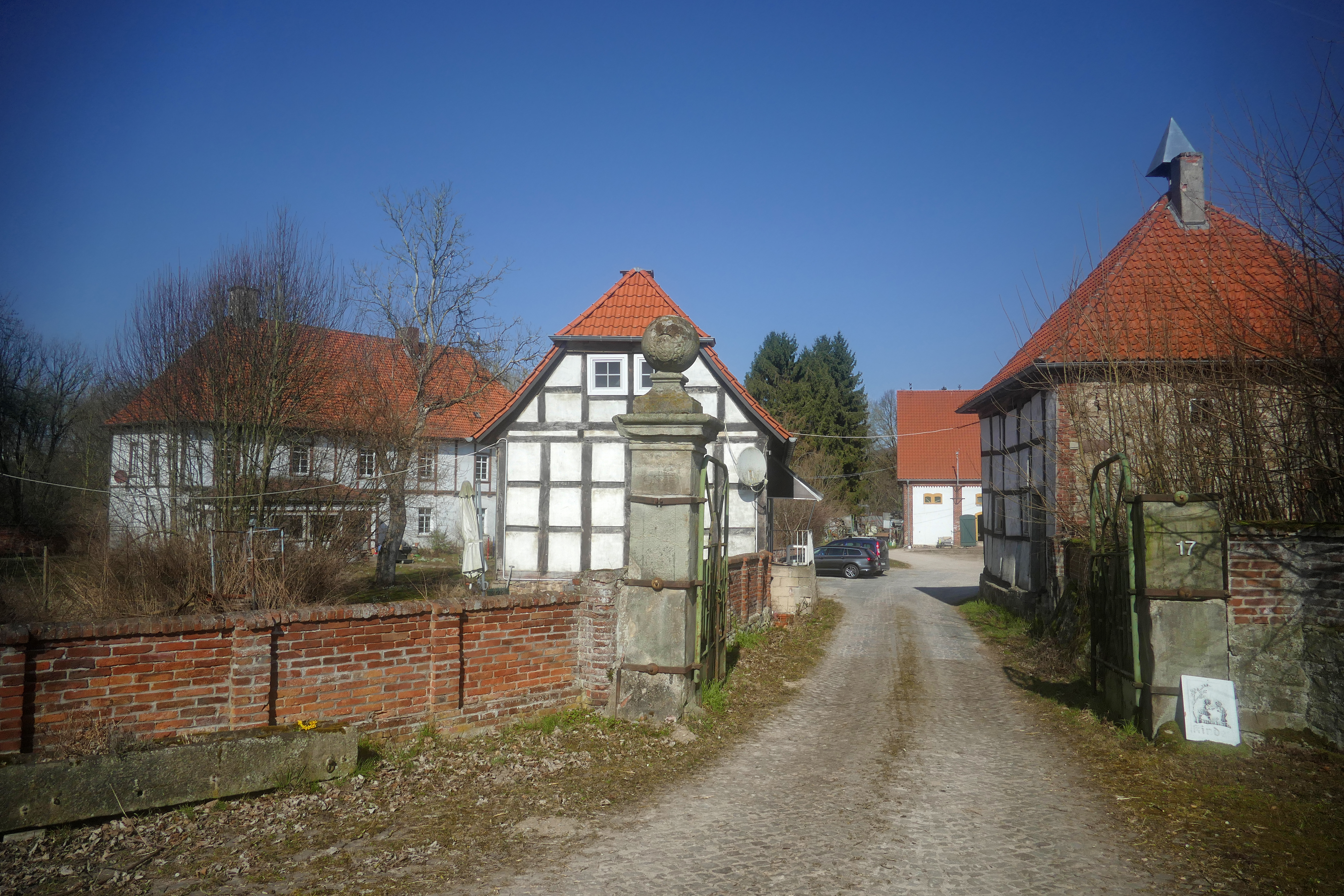
Rittergut Borkhausen

Borkhausen gehört seit 1970 zu den 19 Ortschaften der Stadt Blomberg im nordrhein-westfälischen Kreis Lippe in Deutschland.

## Geographie
Borkhausen grenzt an die Blomberger Kernstadt und liegt etwa zweieinhalb Kilometer südlich davon. In Borkhausen leben auf einer Fläche von 2,79 km² 42 Einwohner.

## Geschichte
Namensgeber des Ortsteils ist das ehemalige Rittergut Borkhausen, das heute von der Familie Tielker bewirtschaftet wird.
Das Rittergut gehörte zunächst der lippischen Adelsfamilie von Donop, die sich im 16. Jahrhundert aus den landesherrlichen Burgen und Städten zurückzog und auf dem Land niederließ. Die Familie Hornhardt kaufte 1729 das Gut und bewirtschaftete es rund 160 Jahre lang.

„Borckhausen. Meine kommenden Ostern pachtlos werdende Mühle, bestehend aus 2 Mahlgängen, einer Oehl- und Sägemühle, soll terminuns den 2ten Februar künftigen Jahrs 1803 an den Meistbietenden verpachtet werden. Pachtlustige können sich Morgens 10 Uhr besagten Tages auf meinem Guthe Borckhausen einfinden, ihr Gebot eröfnen, und hat der Meistbietende den Zuschlag zu gewärtigen. Borckhausen den 9ten Dec. 1802.  Hornhardt.“

Der Familienfriedhof der Hornhardts ist noch heute erhalten. Im Jahr 1889 verkaufte Theodor August Otto Hornhardt den Besitz. Nach kurzer Zeit in anderen Händen wurde das Gut 1907 von Wilhelm Tielker, dem Urgroßvater der heutigen Besitzer, erworben. Heute werden Dressurpferde in der Reithalle des ehemaligen Gutes ausgebildet.
Am 1. Januar 1920 wurde die Gutsgemeinde aufgelöst und sein Sohn, Theodor Tielker, war der erste Bürgermeister der neuen politischen Gemeinde und bekleidete das Amt bis ins hohe Alter.
50 Jahre später wurde Borkhausen durch das Gesetz zur Neugliederung des Kreises Detmold in die Stadt Blomberg eingegliedert.

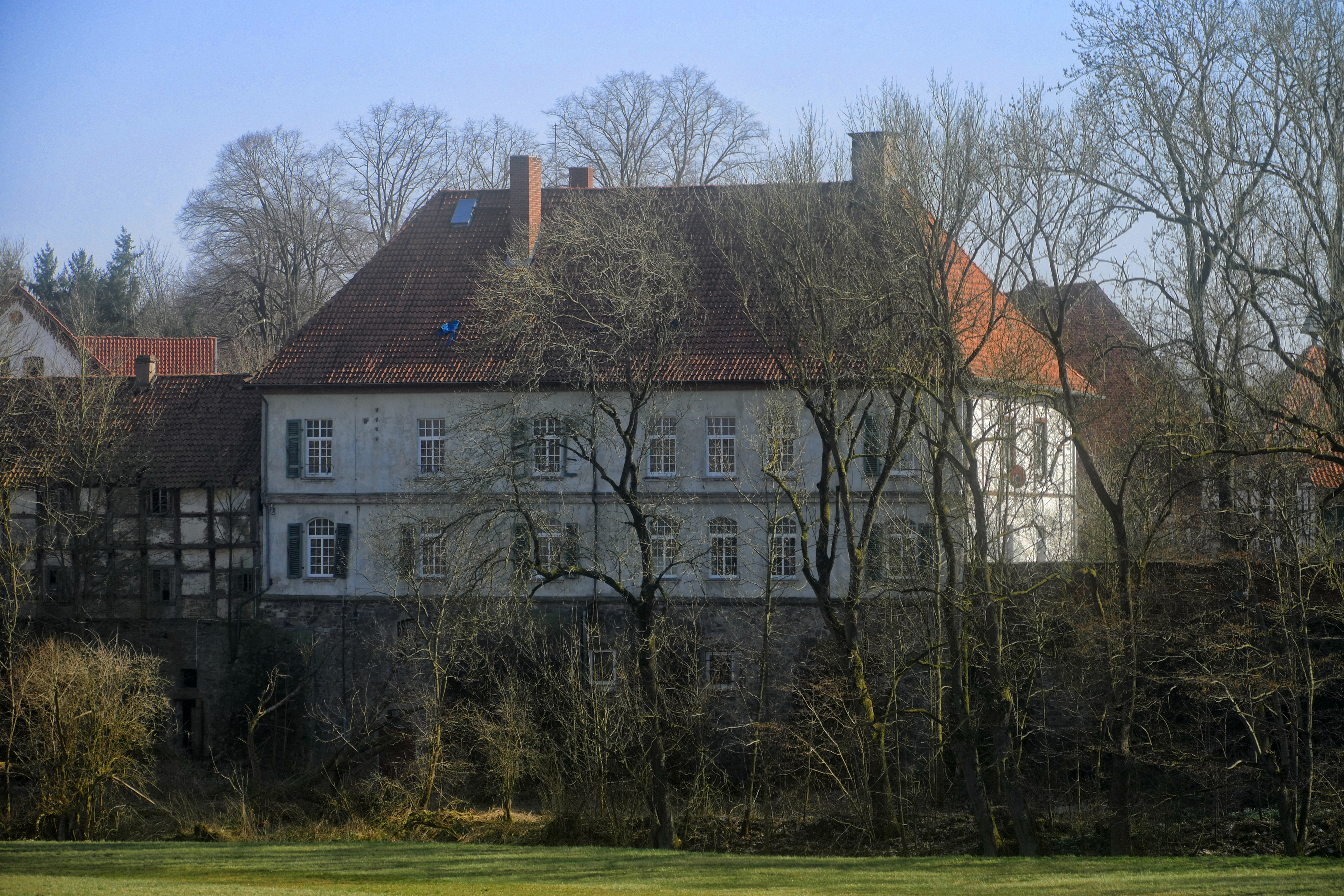
Rittergut Borkhausen

### Name
Im Laufe der Jahrhunderte sind folgende Namen für Borkhausen belegt: Burghus(un) (um 1304), Burchusun (zwischen 1024 und 1160), Burchusen (um 1120 und 1144), Borghusen (im 13. Jahrhundert), Borchusen (im 15. Jahrhundert), Borchusen (1492), Borckhußen (1529), Burchhausen (1612), Borckhausen (um 1620), Borchhausen (um 1660), Borckhausen (um 1758) sowie Berkhausen (1806).

## Politik
Ortsvorsteher ist zurzeit Jörg Berten (Stand: 18. Dezember 2008).

## Kultur und Sehenswürdigkeiten
Luftsportfreunden ist der Flugplatz Blomberg-Borkhausen bekannt, den die Luftsportgemeinschaft Lippe-Südost e. V. betreibt.
Anfang der 1960er Jahre pachtete die Luftsportgemeinschaft 11,2 Hektar Land von der Familie Tielker für den Betrieb des heutigen Flugplatzes. Der Verein besteht schon seit 1931 und wurde damals unter dem Namen Segelflieger Blombergs gegründet Seit 1968 ist das Flugfeld für Segelflugzeuge und als Sonderlandeplatz für Motorflugzeuge bis 1800 Kilogramm zugelassen. Die Länge der grasbedeckten Lande- und Startbahn beträgt rund 600 Meter.